# Rhaphuma decora
Rhaphuma decora är en skalbaggsart som beskrevs av Holzschuh 1995. Rhaphuma decora ingår i släktet Rhaphuma och familjen långhorningar. Inga underarter finns listade i Catalogue of Life.